# フクマンギ
フクマンギ Ehretia microphylla Lam. は、ムラサキ科の低木。日本では琉球列島にあり、よく栽培される。

## 特徴
常緑性の低木。葉はよく伸びた枝の側枝として出るごく短く詰まった枝（短枝）につき、束になって生じる。葉はほぼ柄が無く、葉身は倒卵形で長さ2-5cm、基部は狭まり、先端は鈍くとがり、しばしば先の方で軽く3つに裂けたようになる。葉身の表面には束になって出る剛毛があってざらつく。
花期は4-6月。花序は葉腋から出て、長さ1.5-4cmの柄の先端に1-7個の花が着く。萼片は5、根本まで完全に分かれ、裂片は線状披針形で長さ5-6mm。花冠は白で、鐘形で長さ約6mm、先端は5片に分かれ、それぞれ平らに開く。果実は核果で、球形で径4mm、熟すると赤くなる。
和名は沖縄の方言名に由来するもののようである。この名は奄美、沖永良部、沖縄本島で使われており、それ以外にも沖縄各地にウクマンギやククマンギ、フクマンなど類似の名が伝えられている。

## 分布と生育環境
日本では奄美大島以南の琉球列島にあり、日本以外では中国南部、台湾、マレーシア、インドに分布する。低地、特に海岸近くに多い。

## 分類
日本では同属の種にチシャノキなど数種があるが、いずれも高木になり、低木であるのは本種のみである。

## 利用
根に甘みがあり、インドやフィリピンでは民間薬として使用されている。ただし薬効は確かではない。
果実を食用にし、また葉を茶の代用として使うことも出来る。だが、沖縄ではそれ以上に、観賞用に栽培されることが多い。生け垣や庭園樹として使われるが、樹高が高くならないので、背の低い生け垣になる。街路樹の下生え的に育てる例もある。また盆栽用にも使われる。

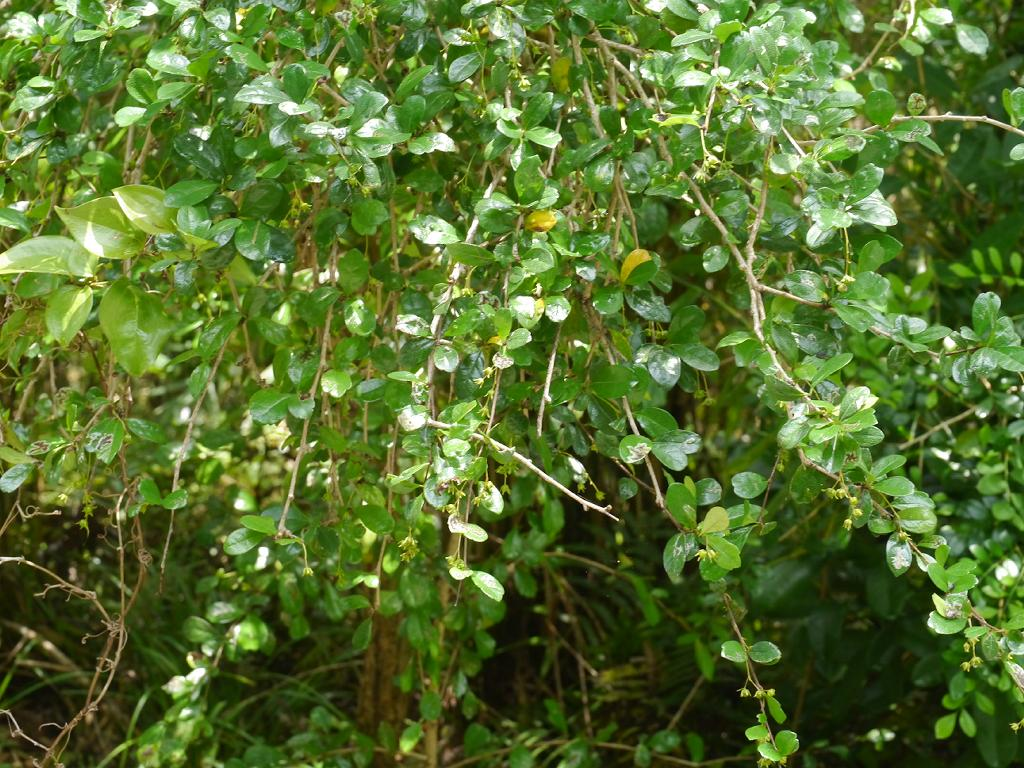
枝振り
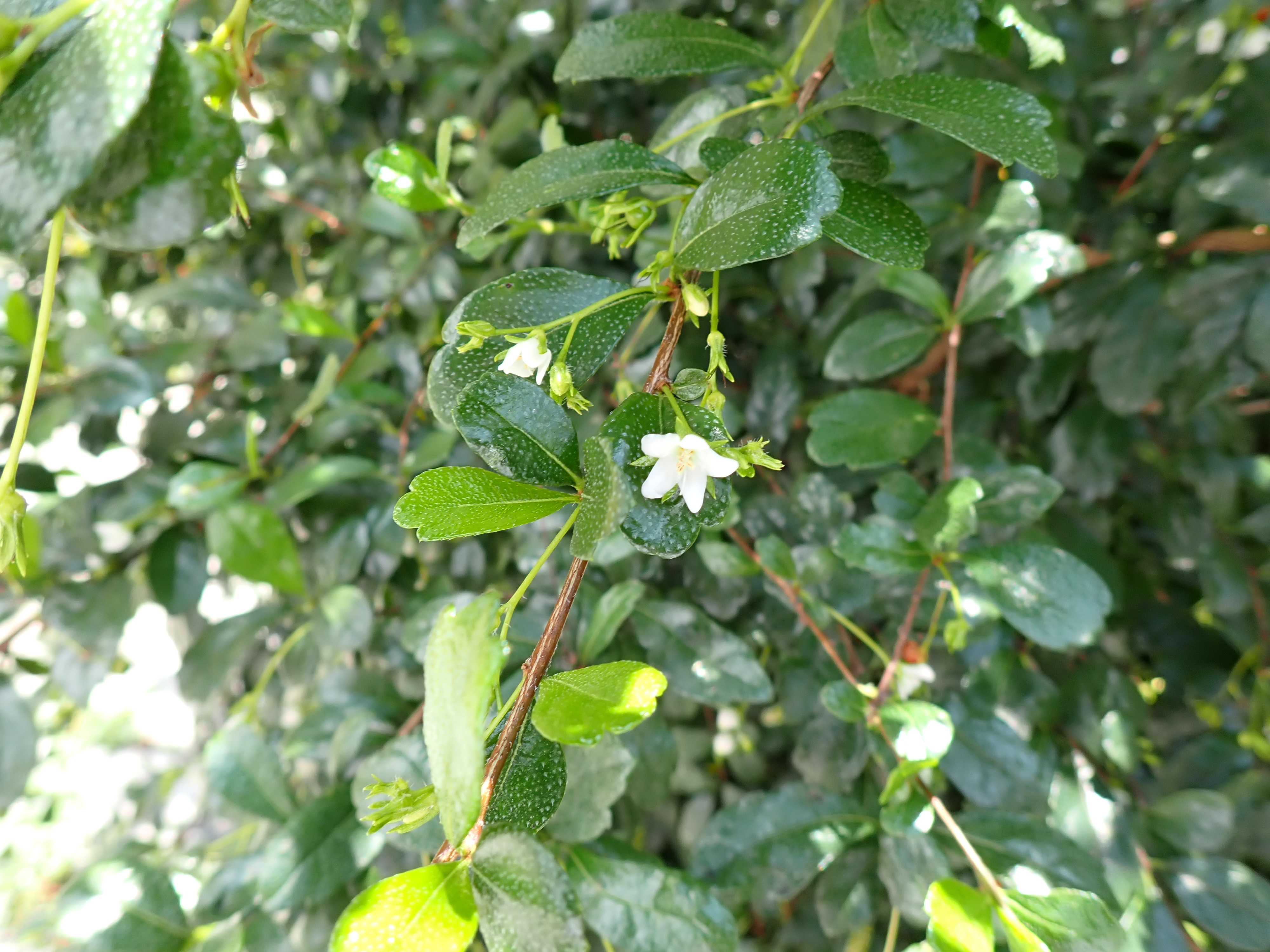
花
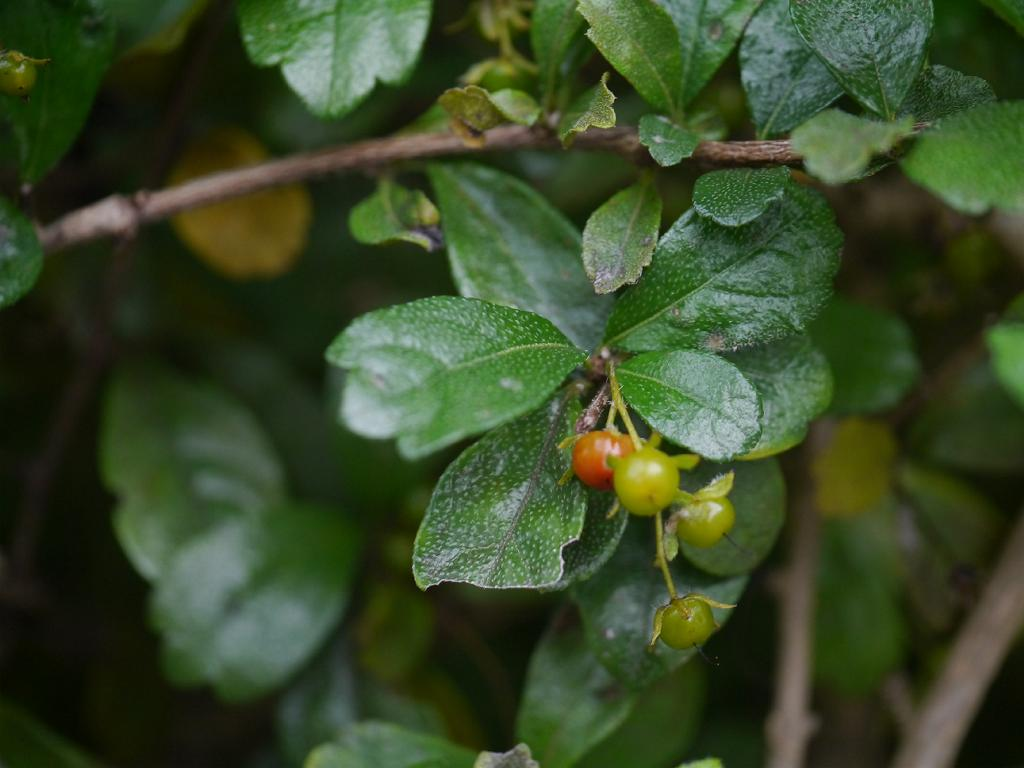
果実は赤く熟す
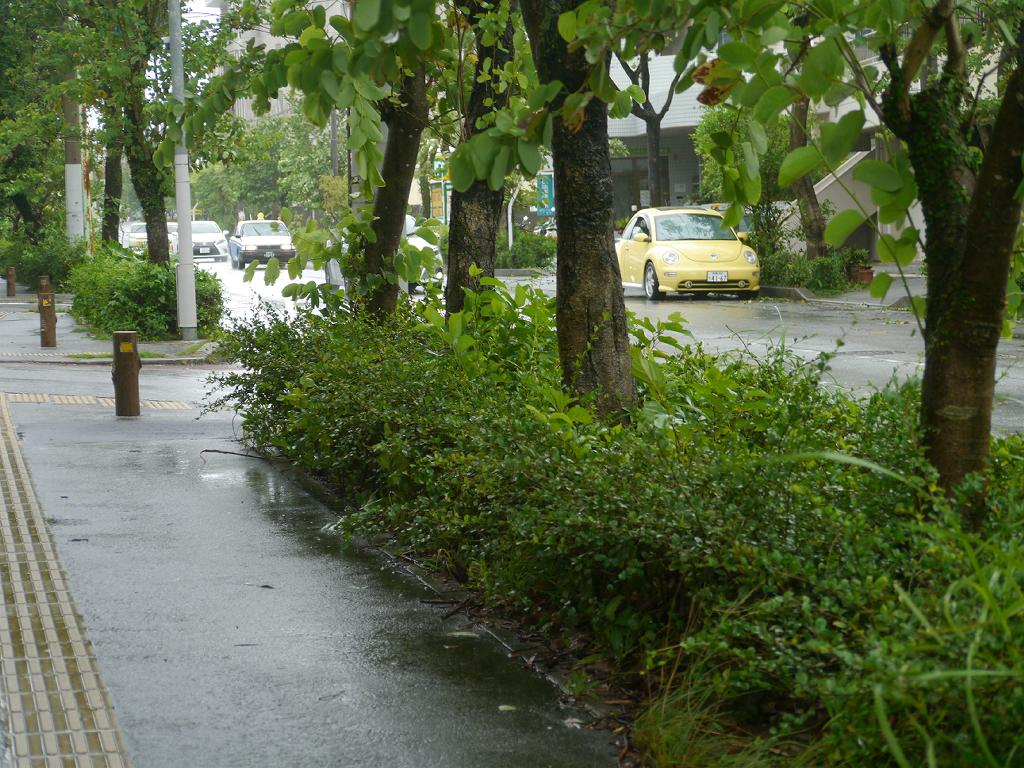
街路樹の根本に植栽された例（那覇市）